# Nick Cassavetes
Nicholas David Rowland Cassavetes (Nova York, 21 de maio de 1959) é um ator e cineasta americano, filho do ator e cineasta John Cassavetes e da atriz Gena Rowlands.
Fez filmes como: The Wraith. (A Aparição) - O Grande Assalto (Black Moon Rising) (1986), Fúria Cega (Blind Fury) (1989), Comando Delta 3 (Delta Force 3) (1991) e A Mulher do Astronauta (The Astronaut's Wife) (1999). Em 1996, Nick Cassavetes estreou na realização no filme: Soltem as Estrelas (Unhook the Stars) (1996) com Gena Rowlands, Marisa Tomei e Gérard Depardieu. Dirigiu vários filmes tais como: A Mulher das Nossas Vidas (She's So Lonely) (1997) com Sean Penn, Robin Wright Penn e John Travolta, John Q. (John Q.) (2002) com Denzel Washington, O Diário de Uma Paixão (The Notebook) (2004) com Ryan Gosling, Rachel McAdams, James Garner, Gena Rowlands, Sam Shepard e Joan Allen, Alpha Dog (Alpha Dog) (2006) com Ben Foster, Shawn Hatosy, Emile Hirsch, Sharon Stone, Justin Timberlake e Bruce Willis e Uma Prova de Amor (My Sister's Keeper) (2009) com Cameron Diaz e Abigail Breslin.

## Vida pessoal
Em 1985, Cassavetes casou-se com Isabelle Rafalovich. Eles tiveram duas filhas juntos antes de se divorciar. Sasha nasceu com um defeito cardíaco e passou por uma cirurgia substancial; O filme de Cassavetes, John Q (2002), foi dedicado a Sasha e sua adaptação posterior de My Sister's Keeper (2009) foi baseada em parte na experiência médica de Sasha.